# Майкл Джонсон (футболіст, 1988)
Майкл Джонсон (англ. Michael Johnson; народився. 24 лютого 1988, Манчестер) — англійський футболіст, відомий за виступами за «Манчестер Сіті». Грав на позиції півзахисника.

## Біографія
Уродженець Манчестера Майкл Джонсон навчався у футбольній академії «Евертона», а в 16 років перебрався до «Манчестер Сіті». У сезоні 2005/06 у складі молодіжної команди «городян» Джонсон дійшов до фіналу молодіжного Кубка Англії, а у жовтні 2006 року дебютував в основному складі «Сіті». Ближче до кінця сезону, у березні 2007 року, молодий півзахисник, якого часто порівнювали зі Стівеном Джеррардом, почав все частіше з'являтися в основному складі манчестерського клубу і на момент закінчення сезону 2007/08 провів у футболці «Сіті» понад 30 матчів. Протягом усього сезону 2007/08 циркулювали чутки, що півзахисником активно цікавиться Ліверпуль, і навіть називається сума в 12 000 000 фунтів, але керівництво Сіті не побажало відпускати Майкла.
15 січня 2013 року «Манчестер Сіті» розірвав контракт із півзахисником. Футболісту було виплачено грошову компенсацію за розірвання контракту. «Городяни» вирішили не повідомляти про своє рішення офіційно. Клуб був украй незадоволений ставленням футболіста до роботи. Джонсон був двічі помічений за кермом нетверезим, а також набрав зайву вагу[неавторитетне джерело].
Джонсон не міг знайти собі новий клуб. 22 квітня 2013 року Майкл оголосив про завершення кар'єри гравця.
Має власну агенцію нерухомості.

## Досягнення
- Володар Кубка Англії: 2011